# انور العولقی
انور العولقی (به انگلیسی: Anwar al-Awlaki) (زاده ۲۲ آوریل ۱۹۷۱ - درگذشته ۳۰ سپتامبر ۲۰۱۱)، امام آمریکایی و یمنی بود.
باراک اوباما در آوریل ۲۰۱۰ او را در فهرست افرادی قرار داد که به دلیل اقدامات تروریستی سازمان مرکزی اطلاعات آمریکا مجاز به کشتنشان بود. «قتل هدفمند» یک شهروند آمریکا پیش از آن هرگز رخ نداده بود.
وی در جریان یک حمله هوایی کشته شد. دو هفته بعد پسر شانزده ساله او عبدالرحمن العولقی شهروند آمریکایی ۱۶ ساله متولد دنور در حمله پهپاد توسط سیا در یمن کشته شد.

## جستارهای ویژه
- نضال مالک حسن
- طرح تروریسم ۲۰۰۶ انتاریو